# Апука (річка)
Апу́ка (Апукваям, рос. Апука, Апукваям) — річка в Росії, на Камчатці. Протікає по території Олюторського району Камчатського краю.
Довжина річки становить 264 км.
Річка починається на висоті 1850 м над рівнем моря, біля південного підніжжя Коряцького нагір'я. Протікає на південь по широкій (10-30 км) міжгірській заболоченій долині. Впадає до Олюторської затоки Берингового моря.
Русло широке, багато рукавів, стариць та річкових островів. В гирлі розбивається на кілька рукавів, утворюючи дельту. Живлення снігове та дощове.
Найбільші притоки:
- праві — Ечванінан, Чигейваям, Як'якваям, Майнгин-Елейваям, Майнгин-ельвургінваям, Сєнайваям;
- ліві — Яйолваям, Нанкічнатваям, Атутанваям, Ачайваям, Нічакваям, Пилговаям.

В басейні знаходяться багато озер, найбільші — Ватитгитгин, Лебедине, Длінне, Енільчик, Лагунні.
На річці розташовані села Ачайваям та Апука (в гирлі).